# 河野慶
河野 慶（かわの けい、1977年5月31日 - ）は、日本の漫画家。山口県宇部市出身。山口県立宇部商業高等学校卒業。
「左ききのサリー」で1999年12月期天下一漫画賞佳作受賞。『週刊少年ジャンプ』2005年11号よりスピードスケートを題材にした「ユート」の連載を開始。

## 人物
高校時代の所属はバスケットボール部。本人曰く忘れ物が多いという。連載援助に武井宏之が存在し、仕事場の貸し出しなどをしてくれた。またキユこと松井勝法とプライベートでも仲が良く、一緒に遊んだり彼の仕事場でそれぞれの作業をしたりすることもあるとのこと。

## 作品リスト

### 連載
- ユート（原作：ほったゆみ、『週刊少年ジャンプ』2005年11号 - 32号、全3巻）
- GRAND SLAM（『週刊ヤングジャンプ』2011年18,19合併号 - 2014年17号、全14巻）
- 学習まんが 日本の歴史
- 復讐の教科書（原作：廣瀬俊、『マガジンポケット』2020年3月23日 - 2022年6月13日）
- 加害者家族の真実（原作：阿部恭子、『チャンピオンクロス』2025年7月11日[1] - ）

### 読み切り
- 左ききのサリー（『赤マルジャンプ』2000SPRING 1999年12月期天下一漫画賞佳作）
- 天暦逢魔が辻（原作：一里亭興楽『ビージャン魂』50号（2009年12月25日））

### 小説挿絵
- 保田亨介『俺らしくB-坊主』 集英社〈ジャンプ ジェイ ブックス〉2003年12月15日初版、ISBN 4-08-703136-5

## 師匠
- 武井宏之
- 竹山祐右

## アシスタント
- 阿部国之
- 田辺洋一郎
- 中川雄二
- 加藤大悟
- 竹内良輔
- 倉薗紀彦
- 山浦聡
- 安藤英
- 玉山大吾
- 森本尚司